# Weerter Scheepsbouw Maatschappij

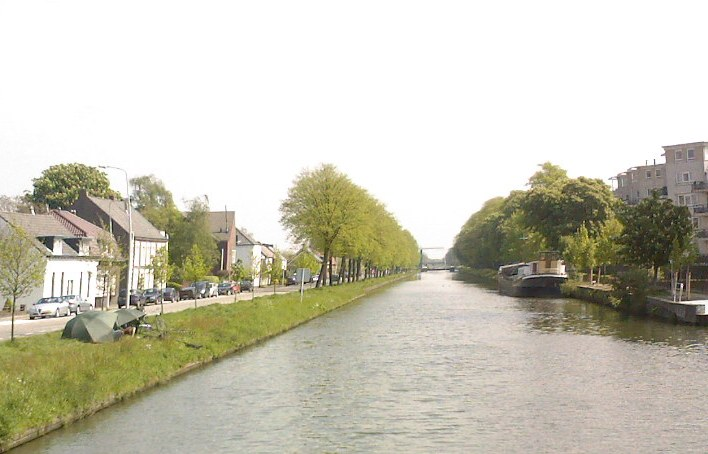
De Zuid-Willemsvaart in Weert

De Weerter Scheepsbouw Maatschappij was een scheepswerf in Weert in de Nederlandse provincie Limburg. Het bedrijf werd in 1907 opgericht als werf voor het bouwen van stalen schepen aan de Zuid-Willemsvaart.

## Historie
Het bedrijf was een voortzetting van een in 1887 door Jozef Driessens samen met zijn zoon Frans begonnen scheepswerf waar eerst houten schepen werden gebouwd. Vanaf 1836 hield men zich ter plaatse al bezig met het repareren van houten schepen en werden er nieuwe houten schepen gebouwd. Vanaf 1907 tot aan 1947 zijn er 145 schepen van stapel gelopen. Ook daarna heeft het bedrijf veel nieuwbouw gepleegd.
Driessens heeft in de jaren 20 van de twintigste eeuw de Weerter kempenaar ontworpen, een schip van 50 bij 6,60 meter met een laadvermogen van ongeveer 525 ton. Die stond bekend als "volle kempenaar", doordat hij ongeveer vijftien ton meer laadvermogen had dan de doorsnee kempenaar. De voor- en achterkant liepen niet zo spits toe. Er is een jaar geweest waarin dertien kempenaars werden afgeleverd. In die periode had de werf werk voor 200 man personeel.
Na de oorlog werkten er vijftig tot zestig werknemers. Dat was vooral reparatiewerk aan door de Duitsers vernielde schepen in de havens van Maasbracht en Panheel.
Vanaf de jaren tachtig van de twintigste eeuw gaat het meer om onderhoud van schepen en wordt de scheepshelling gebruikt om er 's winters tot het voorjaar plezierjachten te plaatsen. De eigenaren konden er dan ook zelf onderhoud aan plegen.

## Verval
In de loop der jaren ontstond het probleem dat door het steeds groter worden van de binnenschepen de capaciteit van het kanaal te beperkt werd, nieuw gebouwde schepen van die maat pasten niet. Bovendien voldeed het aan het eind van de twintigste eeuw nauwelijks nog aan de vervoersvraag van de industrie in Weert, maar ook daarbuiten. Schippers zagen zich genoodzaakt hun schepen elders te laten bouwen of te laten repareren. De Scheepsbouwmaatschappij moest uiteindelijk haar poorten sluiten op 31 mei 1995.
In 2011 werden de werf met kantoren verkocht en de werf bood in 2017 een troosteloze aanblik. In februari 2017 maakten omwonenden zich zorgen over nachtelijke activiteiten. Er er waren een aantal lege kunststof vaatjes en een pomp met slangen aangetroffen, die er eerder niet waren. Dat maakte de omstandigheden verdacht. In opdracht van de gemeente Weert werd het afval, met name elektronica-onderdelen, opgeruimd door een gespecialiseerd bedrijf.
Op 17 oktober 2018 is de Weerter Scheepsbouwmaatschappij B.V. te Weert (Limburg) door de rechtbank in Limburg failliet verklaard.

## Documentaire
Regisseur Jo van Geneijgen stelde de documentaire De Werf samen, met veel inbreng van de vroegere eigenaren van de oude scheepswerf uit Weert, de familie Driessens. Een tijdsbeeld met foto- en filmmateriaal van de onderneming van weleer aan de Zuid-Willemsvaart. Aanleiding voor de documentaire was de vondst van bijna 70 jaar oud beeldmateriaal van de werf door oud-directeur Frans Driessens. Hij vond bij het opruimen van het kantoor van zijn vader kleine rolletjes met filmmateriaal van rond 1990 en heeft ze aan elkaar geplakt, maar zonder de volgorde in de gaten te houden. Zijn zus Jeanne heeft het filmmateriaal opgeschoond. Jo van Geneijgen ging er verder mee en heeft ze ook bij een gespecialiseerd bedrijf in Eindhoven laten digitaliseren. Hij heeft er met toevoeging van veel oude foto’s en een interview met oud-werknemer Bair Daniels een documentaire van gemaakt.